# Радянські депортації з Латвії
Радянські депортації з Латвії — серія масових депортацій Радянським Союзом з Латвії в 1941 році та 1945—1951 роках, під час яких близько 60 000 мешканців Латвії було депортовано до непривітних віддалених районів Радянського Союзу, який окупував країну в 1940 і знову у 1944/1945 рр. Подібні депортації були організовані радянським режимом в сусідніх окупованих країнах Балтії Естонії та Литві.
Поряд із меншими примусовими перевезеннями населення, основними хвилями депортації були:
- Червнева депортація 14 червня 1941 року близько 14 000–15 500 осіб та їхніх родин, у тому числі дітей віком до 10 років.[1][2] Ця хвиля депортацій була здебільшого спрямована проти місцевої латиської інтелігенції та інтелігенції меншин, а також політично-соціально-економічної еліти, яку радянські служби безпеки називали «підозрілими та соціально чужими елементами».[3][4] З усіх депортованих приблизно 5000 або близько 34 %-40 % від загальної кількості померли у вигнанні, у дорозі або під час страт;[5]
- Друга депортація в рамках операції «Прибій» 25 березня 1949 року, коли було депортовано 42 113–43 тис. осіб.[3][6] Цього разу жертвами стали здебільшого селяни-одноосібники разом із членами їхніх сімей, які відмовлялися вступати до новостворених колгоспів і були занесені до «куркульських списків» 1947 року, а також члени та прибічники збройних формувань антирадянського опору.[7][8] Із загальної кількості депортованих понад 5000 осіб загинули на засланні.[5]

Серед них інколи виділяють також депортації 1944 року.
З Латвії переважно переселяли в Амурську, Томську та Омську області. Під час радянської окупації відбулося декілька менш масштабних депортацій, особливо етнічних німців, осіб без громадянства з Риги та Свідків Єгови. Після десталінізації ув'язнення в табори було покаранням для людей, які займалися «антирадянською» поведінкою.